# جوزيف كوتن
جوزيف كوتن (بالإنجليزية: Joseph Cotton)‏ هو موسيقي جامايكي، ولد في 1957 في أبرشية القديس آن ‏ في جامايكا.